# Christophe
Christophe, nome artístico de Daniel Bevilacqua (Juvisy-sur-Orge, 13 de outubro de 1945 – Brest, 16 de abril de 2020), foi um cantor, compositor e ator francês.

## Carreira

### Músico
Seu primeiro grande sucesso foi "Aline", de 1965, produzida inicialmente por Jean Michel Jarre e Umberto Tozzi. No mesmo ano, lançou "Les Marionettes", que também foi um de suas principais músicas.
Além de cantar em francês, interpreta ainda em alemão e italiano. Desde jovem era fascinado pelo "modo de vida americano", mas desapareceu do cenário musical francês no final dos anos 60, voltando somente em 1973 com seu álbum Les paradis perdus. Em 1975, Francis Dreyfus deixou Jean Michel Jarre (na época funcionário da Disques Dreyfus) encarregado de produzir seu single "Les Mots bleus" (do qual Jarre também foi letrista).
Christophe tinha problemas com o alcoolismo e dependência química, além de sofrer de depressão, o que interferiu diversas vezes na carreira do cantor, que só voltaria a lançar um álbum inédito em 1996, intitulado Bevilaqua (sobrenome de seu pai) e outro em 2001. Em 2002, realizou em Clermont-Ferrand o seu primeiro show ao vivo em 27 anos, seguido de duas passagens pelo Olympia no mesmo ano.
Em 2008, o cantor lançou o décimo-quinto disco em sua carreira, Aimer ce que nous sommes. Ele ainda gravou outros dois álbuns, Paradis retrouvé (2013) e Les Vestiges du chaos (2016), além de um trabalho ao vivo, Intime (2014).

### Ator
Além de cantar, Christophe engatou uma carreira de ator, participando de seis filmes, a saber:
| Ano  | Filme                        | Info                                      | Papel             |
| ---- | ---------------------------- | ----------------------------------------- | ----------------- |
| 1998 | Autour de Vega               | Documentário de Hugues Peyret             | Ele mesmo         |
| 2006 | Quand j'étais chanteur       | de Xavier Giannoli                        | Ele mesmo         |
| 2011 | Preciosa                     | Filme de curta-metragem de Dominique Abel | Christophe        |
| 2013 | Déjeuner chez Gertrude Stein | Filme de curta-metragem de Isabelle Prim  |                   |
| 2014 | Juke-Box9                    | Filme de curta-metragem de Ilan Klipper   | Daniel Berton     |
| 2014 | Le Quepa sur la vilni!       | Filme de Yann Le Quellec                  | Prefeito de Noère |

## Morte
Morreu no dia 16 de abril de 2020 em Brest, aos 74 anos.

## Discografia

### Álbuns de estúdio
- 1965 - Aline (Disc'AZ)
- 1970 - Sur la route de Salina (Motors)
- 1972 - Christophe (Motors)
- 1973 - Les paradis perdus (Motors)
- 1974 - Les mots bleus (Motors)
- 1976 - Samouraï (Motors)
- 1977 - La Dolce Vita (Motors)
- 1978 - Le Beau Bizarre (Motors)
- 1980 - Pas vu, pas pris (Motors)
- 1983 - Clichés d'amour (Motors)
- 1996 - Bevilacqua (Epic￼)
- 2001 - Comm'si la terre penchait (Mercury)
- 2008 - Aimer ce que nous sommes (Az)
- 2013 - Paradis retrouvé (Motors)￼
- 2016 - Les Vestiges du chaos (Universal)

### Álbuns ao vivo
- 1975 - Olympia (Motors)
- 2002 - Olympia 2002 (Mercury)
- 2014 - Intime (Motors)